# Sân bay quốc tế Detroit
Sân bay quốc tế Detroit (tiếng Anh: Detroit Metropolitan Wayne County Airport (mã IATA: DTW, mã ICAO: KDTW), thường được gọi là sân bay Detroit Metro, sân ba Metro tại địa phương, hoặc chỉ đơn giản là DTW, là một sân bay quốc tế lớn trên diện tích 6.700 mẫu Anh (2.700 ha) ở Romulus, một vùng ngoại ô của Detroit. Đây là sân bay bận rộn nhất của Michigan. 
Sân bay Metro Detroit là trung tâm lớn thứ hai cho hãng Delta Air Lines. Delta, cùng với thành viên SkyTeam Air France, chiếm toàn bộ nhà ga McNamara, trong đó có cả hai cửa trong nước và quốc tế và phục vụ như là cửa ngõ chính của hãng hàng không châu Á và thứ ba bận rộn nhất của cửa ngõ của nó đến châu Âu. Sân bay này là cũng một cửa ngõ lớn cho du lịch ở thành phố Detroit. Sân bay này là một trong những cơ sở chính SkyTeam ở trung tâm miền Trung Tây. Đây là cơ sở lớn thứ hai cho Spirit Airlines, nơi hãng hàng không được thành lập và đã từng hoạt động cơ sở của nó lớn nhất. Điều hành bởi các Cơ quan sân bay quận Wayne, sân bay này là một trong những sân bay của quốc gia nhất-gần đây đã mở rộng và hiện đại hóa, với sáu đường băng chính là hai nhà ga hàng không, 145 cửa lên-xuống máy bay. Hành lang ga McNamara là hành lang nhà ga sân bay dài thứ hai trên thế giới xây dựng với chiều dài 1 dặm Anh (1,6 km), chỉ là vượt qua bởi các chiều dài 1,06 dặm Anh (1,71 km) ở sân bay quốc tế Kansai. Sân bay này có các cơ sở bảo dưỡng có khả năng của dịch vụ và sửa chữa máy bay lớn như Boeing 747. 
Trong năm 2010, Sân bay Detroit Metropolitan Wayne County là sân bay bận rộn nhất 16 trong Hoa Kỳ và bận rộn thứ 24 trên thế giới về lưu lượng hành khách. Trong điều kiện hoạt động máy bay (cất và hạ cánh), nó vẫn là một trong số 10 sân bay bận rộn nhất ở Bắc Mỹ. Sân bay Metro cũng phục vụ các khu vực Toledo, Ohio, mà nằm khoảng 47 dặm (76 km) phía nam của sân bay, và thành phố Windsor, Ontario và Tây Nam Ontario ở Canada. Sân bay này phục vụ hơn 160 điểm đến và bầu chọn là sân bay lớn của Mỹ là tốt nhất về sự hài lòng của khách hàng theo xếp hạng của JD Power & Associates vào năm 2010. Trong năm 2009, sân bay Detroit Metro đưa ra phương tiện truyền thông xã hội đầu tiên của những nỗ lực với sự tham gia trong các mạng Twitter, Facebook và YouTube. 